# Воткински завод
Вотинският машинен завод е предприятие за производство на балистични ракети, разположено в град Воткинск, Република Удмуртия, Руска федерация.
В този завод е произведена последната руска междуконтинентална балистична ракета (МКБР) „РТ-2 Топол М“. Във Вотинския завод са произвеждани и балистичните ракети със среден обсег „РТ-21М“ по време на Студената война.
Промишленото предприятие е основано през 1759 г. Заводът се ръководи през 1836-1848 г. от Иля Чайковски, баща на бъдещия композитор Пьотър Чайковски (1840-1893).

## Външни прерпатки
- Официален сайт на Вотинския завод